# Ông già và biển cả
Ông già và Biển cả (tên tiếng Anh: The Old Man and the Sea) là một tiểu thuyết ngắn được Ernest Hemingway viết ở Cuba năm 1951 và xuất bản năm 1952. Nó là truyện ngắn dạng viễn tưởng cuối cùng được Hemingway viết và được xuất bản khi ông còn sống. Đây cũng là tác phẩm nổi tiếng và là một trong những tác phẩm đỉnh cao trong sự nghiệp sáng tác của nhà văn. Tác phẩm đoạt giải Pulitzer cho tác phẩm hư cấu năm 1953. Nó cũng góp phần quan trọng để nhà văn nhận Giải Nobel văn học năm 1954.
Trong tác phẩm này ông đã triệt để dùng nguyên lý mà ông gọi là "tảng băng trôi", chỉ mô tả ba phần nổi còn lại bảy phần chìm, khi mô tả sức mạnh của con cá, sự chênh lệch về lực lượng, về cuộc chiến đấu không cân sức giữa con cá hung dữ với ông già. Tác phẩm là bản anh hùng ca ca ngợi sức lao động và khát vọng của con người.

## Nội dung
Câu chuyện xoay quanh cuộc sống đánh cá lênh đênh, gian nan của ông lão người Cuba, Santiago, người đã cố gắng chiến đấu trong ba ngày đêm với một con cá kiếm khổng lồ trên biển vùng Giếng Lớn khi ông câu được nó. Sang đến ngày thứ ba, ông dùng lao đâm chết được con cá, buộc nó vào mạn thuyền và mang về nhưng đàn cá mập lại đánh hơi thấy mùi của con cá mà ông bắt được nên đã ùa tới, ông cũng rất dũng cảm đem hết sức mình chống chọi với lũ cá mập, phóng lao và thậm chí dùng cả mái chèo để đánh. Cuối cùng ông giết được khá nhiều cá mập và đuổi được chúng đi, nhưng cuối cùng khi về đến bờ và nhìn lại thì con cá kiếm của mình thì nó đã bị rỉa hết thịt và chỉ còn trơ lại một bộ xương trắng.

## Phim chuyển thể
- The Old Man and the Sea (1958 film), do John Sturges đạo diễn, giành một giải Oscar.
- The Old Man and the Sea (1999 film), phim hoạt hình do Aleksandr Petrov  đạo diễn, giành một giải Oscar và nhiều giải quốc tế.

## Ý nghĩa văn học và phê bình
Một số nhà phê bình văn học lưu ý rằng Santiago đến từ Quần đảo Canary và nguồn gốc Tây Ban Nha của ông có ảnh hưởng trong tiểu thuyết. Sau khi di cư đến Cuba vào những năm 20 tuổi, sau này, Santiago mơ về Quần đảo Canary và pha trộn từ vựng tiếng Tây Ban Nha Cuba và Bán đảo. Tiểu sử của ông có nhiều điểm tương đồng với Gregorio Fuentes, người bạn đời đầu tiên của Hemingway.
Gregorio Fuentes, người mà nhiều nhà phê bình tin rằng là nguồn cảm hứng cho Santiago, là một người đàn ông mắt xanh sinh ra ở Lanzarote ở Quần đảo Canary. Sau khi ra khơi năm mười tuổi trên những con tàu ghé cảng châu Phi, anh di cư vĩnh viễn đến Cuba khi anh 22 tuổi. Sau 82 năm ở Cuba, Fuentes đã cố gắng đòi lại quyền công dân Tây Ban Nha vào năm 2001. Các nhà phê bình văn học đã lưu ý rằng Santiago đã cũng ít nhất 22 tuổi khi anh ta di cư từ Tây Ban Nha đến Cuba, và do đó đủ tuổi để được coi là một người nhập cư và một người nước ngoài ở Cuba.
Hemingway lúc đầu dự định sử dụng câu chuyện của Santiago, đã trở thành Ông già và Biển cả, như một phần của sự thân mật giữa mẹ và con trai. Mối quan hệ trong cuốn sách liên quan đến Kinh Thánh, mà ông gọi là "Cuốn sách biển". Một số khía cạnh của nó đã xuất hiện trong Quần đảo được công bố sau khi phát hành. Hemingway đề cập đến trải nghiệm thực tế của một ngư dân già gần giống với kinh nghiệm của Santiago và thủy thủ của anh ta trong On the Blue Water: A Gulf Stream Letter (Esquire, tháng 4 năm 1936).
Tiểu luận của Joseph Waldmeir " Confiteor Hominem: Ernest Hemingway's Tôn giáo của con người" là một bài đọc phê bình thuận lợi của tiểu thuyết Chuyện và một trong đó đã xác định các cân nhắc phân tích kể từ đó. Có lẽ câu khẳng định đáng nhớ nhất là câu trả lời của Waldmeir cho câu hỏi Thông điệp của cuốn sách là gì?
Câu trả lời giả định một mức độ thứ ba mà Ông già và biển cả phải được đọc như một loại bình luận ngụ ngôn trên tất cả các công việc trước đây của mình, nhờ đó nó có thể được thiết lập rằng các âm bội tôn giáo của Ông già và biển cả là không đặc biệt với cuốn sách đó trong số các tác phẩm của Hemingway, và Hemingway cuối cùng đã thực hiện bước quyết định trong việc nâng cao cái có thể gọi là triết lý Manhood của ông lên tầm tôn giáo.
Waldmeir đã xem xét chức năng của hình ảnh Kitô giáo của tiểu thuyết, [ nghiên cứu ban đầu? ] Đáng chú ý nhất thông qua tài liệu tham khảo của Hemingway đến đóng đinh của Chúa Kitô sau trông thấy những con cá mập mà Santiago thấy:
" Ay," anh nói to. Không có bản dịch cho từ này và có lẽ đó chỉ là một tiếng ồn như một người đàn ông có thể tạo ra, vô tình, cảm thấy móng tay đi qua tay vào gỗ.
Một trong những nhà phê bình thẳng thắn nhất về Ông già và Biển cả là Robert P. Weekks. Tác phẩm "Fakery in the Old Man and the Sea " năm 1962 của ông trình bày lập luận của ông rằng cuốn tiểu thuyết là một sự khác biệt yếu đuối và bất ngờ từ Hemingway điển hình, thực tế (gọi phần còn lại của cơ thể Hemingway là "vinh quang trước đó").  Trong phần tiếp theo của cuốn tiểu thuyết này chống lại các tác phẩm trước đó của Hemingway, Tuần lễ tranh luận:
Tuy nhiên, sự khác biệt về hiệu quả mà Hemingway sử dụng thiết bị đặc trưng này trong tác phẩm hay nhất của ông và trong Ông già và biển cả đang chiếu sáng. Tác phẩm hư cấu trong đó Hemingway dành sự quan tâm nhiều nhất cho các vật thể tự nhiên, Ông già và Biển cả, được tạo ra với số lượng giả mạo phi thường, phi thường bởi vì người ta sẽ không tìm thấy sự không chính xác, không lãng mạn hóa các vật thể tự nhiên trong một nhà văn người ghê tởm WH Hudson, không thể đọc Thoreau, chán ghét lời hùng biện của Melville trong Moby Dick, và bản thân ông đã bị các nhà văn khác chỉ trích, đặc biệt là Faulkner, vì sự tận tâm với sự thật và không sẵn sàng 'phát minh'.

## Bối cảnh và xuất bản
Tôi đã cố gắng tạo ra một ông già thực sự, một cậu bé thực sự, một biển thực sự và một con cá thật và cá mập thực sự. Nhưng nếu tôi làm cho họ tốt và đủ đúng thì họ có nghĩa là nhiều thứ.
-Ernst Hemingway-
Được viết vào năm 1951, và được xuất bản vào năm 1952, Ông già và biển là tác phẩm đầy đủ cuối cùng của Hemingway được xuất bản trong suốt cuộc đời của ông. Cuốn sách dành riêng cho " Charlie Scribner " và biên tập viên văn học " Max Perkins " của Hemingway,  đã được đăng trên tạp chí Life vào ngày 1 tháng 9 năm 1952 và năm triệu bản của tạp chí đã được bán trong hai ngày.
Ông già và biển trở thành lựa chọn Câu lạc bộ của tháng, và biến Hemingway trở thành người nổi tiếng.  Xuất bản dưới dạng sách vào ngày 1 tháng 9 năm 1952, lần in ấn đầu tiên là 50.000 bản.  Phiên bản minh họa có hình ảnh đen trắng của Charles Tunnicliffe và Raymond Sheppard.
Vào tháng 5 năm 1953, cuốn tiểu thuyết đã nhận được giải Pulitzer  và được trích dẫn cụ thể khi năm 1954, ông được trao giải thưởng Nobel về văn học mà ông dành tặng cho người Cuba.  Thành công của Ông già và Biển cả đã khiến Hemingway trở thành người nổi tiếng quốc tế.  Ông già và biển cả được dạy ở các trường học trên khắp thế giới và tiếp tục kiếm tiền bản quyền nước ngoài.